# Johann Peter Frank

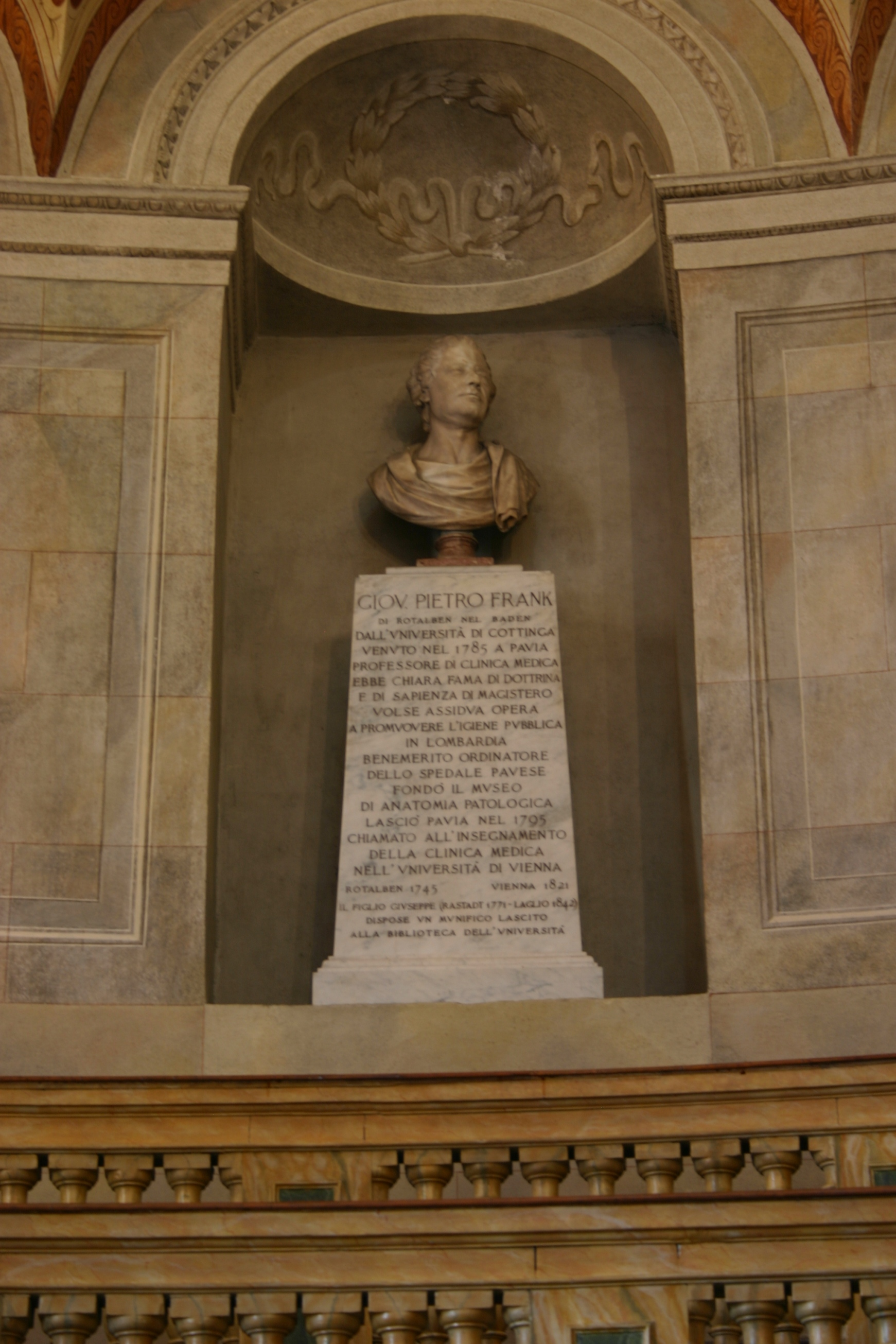
Busto marmoreo di Johann Peter Frank, Aula Scarpa dell’Università di Pavia

Johann Peter Frank (Rodalben, 19 marzo 1745 – Vienna, 24 aprile 1821) è stato un medico e igienista tedesco, noto principalmente per aver contribuito alla nascita dell’igiene come disciplina e della sanità pubblica moderna.

## Biografia

### Famiglia
Johann Peter Frank nasce a Rodalben, in Baviera, il 19 Marzo 1745. Il padre, Nikolas Frank, dopo essere riuscito a metter da parte un piccolo capitale grazie ad attività commerciali, si trasferì a Rodalben dove conobbe Teobaldo Wurz, uomo facoltoso e sindaco della cittadina, che gli affidò la direzione di due vetrerie. Grazie all'abilità di Nikolas, le vetrerie fruttarono un cospicuo guadagno a Wurz che, per manifestare la propria gratitudine, gli diede in sposa la figlia Maria Margherita. Da questo matrimonio nacquero quattordici figli, l'undicesimo dei quali fu Johann Peter Frank.

### Formazione
Nei primi anni della sua formazione Frank fu mandato dal padre a studiare dai Gesuiti a Bockenheim, in Lorena, dove rimase per tre anni; successivamente studiò a Baden, dove apprese l'arte della retorica. Quindi nel 1761, Frank si trasferì in Francia per dedicarsi agli studi filosofici, prima a Metz e l'anno seguente a Pont-à-Mousson, dove si appassionò allo studio della Fisica, passione che lo portò a dedicarsi allo studio della Medicina. Infatti, dopo aver conseguito la laurea in filosofia e nonostante l’iniziale ritrosia del padre, che desiderava per lui la vita sacerdotale, Frank studiò medicina, prima presso l’Università di Heidelberg e successivamente presso l’Università di Strasburgo, dove si laureò nel 1766.

### Carriera

#### Gli inizi
Frank muove i suoi primi passi da medico nelle campagne nei pressi di Rodalben ma, non riuscendo ad adattarsi alla vita contadina, si trasferì, per un breve periodo di tempo, nella cittadina di Rastadt, per poi approdare in Lorena, prima a Bitch e poi a Baden, dove esercitò la professione di medico dopo aver ottenuto un riconoscimento dall'Università di Pont-à-Mousson.
Nel 1772 venne chiamato a corte, su richiesta esplicita del principe regnante di Baden, in quanto gravemente malato. In seguito alla morte del principe, Frank si trasferì a Bruchsal, dove nel 1774 divenne medico di corte del principe-vescovo di Spira, conte di Lymburg Styrum, ed ebbe l'opportunità di lavorare gratuitamente presso l’ospedale della guarigione e di esercitare la professione medica nei villaggi vicini. Queste esperienze consentirono a Frank di maturare la consapevolezza della necessità di un sistema di salute pubblica, che raggiunse il suo culmine nel 1783, in seguito alla pubblicazione dei primi tre volumi della sua opera sul "Sistema Completo di Polizia Medica". La notorietà dovuta al successo della sua opera gli consentì di occupare, nel 1784, la cattedra di Medicina Pratica presso l'Università di Gottingen

#### Periodo italiano

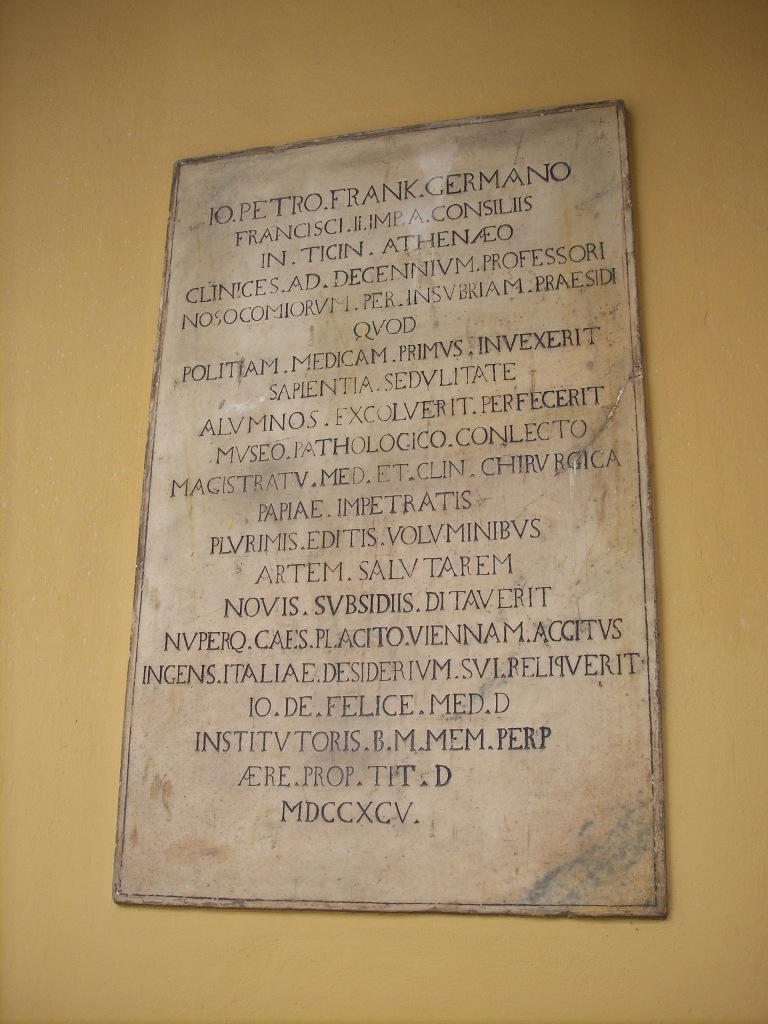
Targa marmorea commemorativa di Johann Peter Frank presso l’Università di Pavia

Nel 1785, Frank fu designato come successore del celebre professore Samuel-Auguste Tissot presso l'Università di Pavia; l’anno seguente fu nominato Direttore dell'ospedale di Pavia e gli fu affidato il compito di ideare un piano di riforma della Sanità Pubblica in Lombardia. Nel 1788 ebbe la direzione di tutti gli ospedali della Lombardia e del Ducato di Mantova e fu nominato Consigliere di Governo a Milano.

#### Periodo austriaco
Il 15 Gennaio 1795 Frank, per ordine dell'imperatore, fu costretto a trasferirsi a Vienna, per prendere parte ad una Commissione di Sanità Militare, finalizzata a migliorare il sistema medico all'interno dell'esercito austriaco. Nello stesso anno venne nominato Direttore dell'ospedale di Vienna e nel 1804 ricoprì la cattedra di Professore di Clinica Medica presso l'Università di Vilna.

#### Periodo russo
L'anno seguente fu convocato a San Pietroburgo, dove fu nominato Archiatro Imperiale e Direttore dell'Accademia Medico-Chirurgica e, nello stesso periodo, fu il medico personale dello Zar di Russia, Alessandro I.

### Gli ultimi anni e la morte

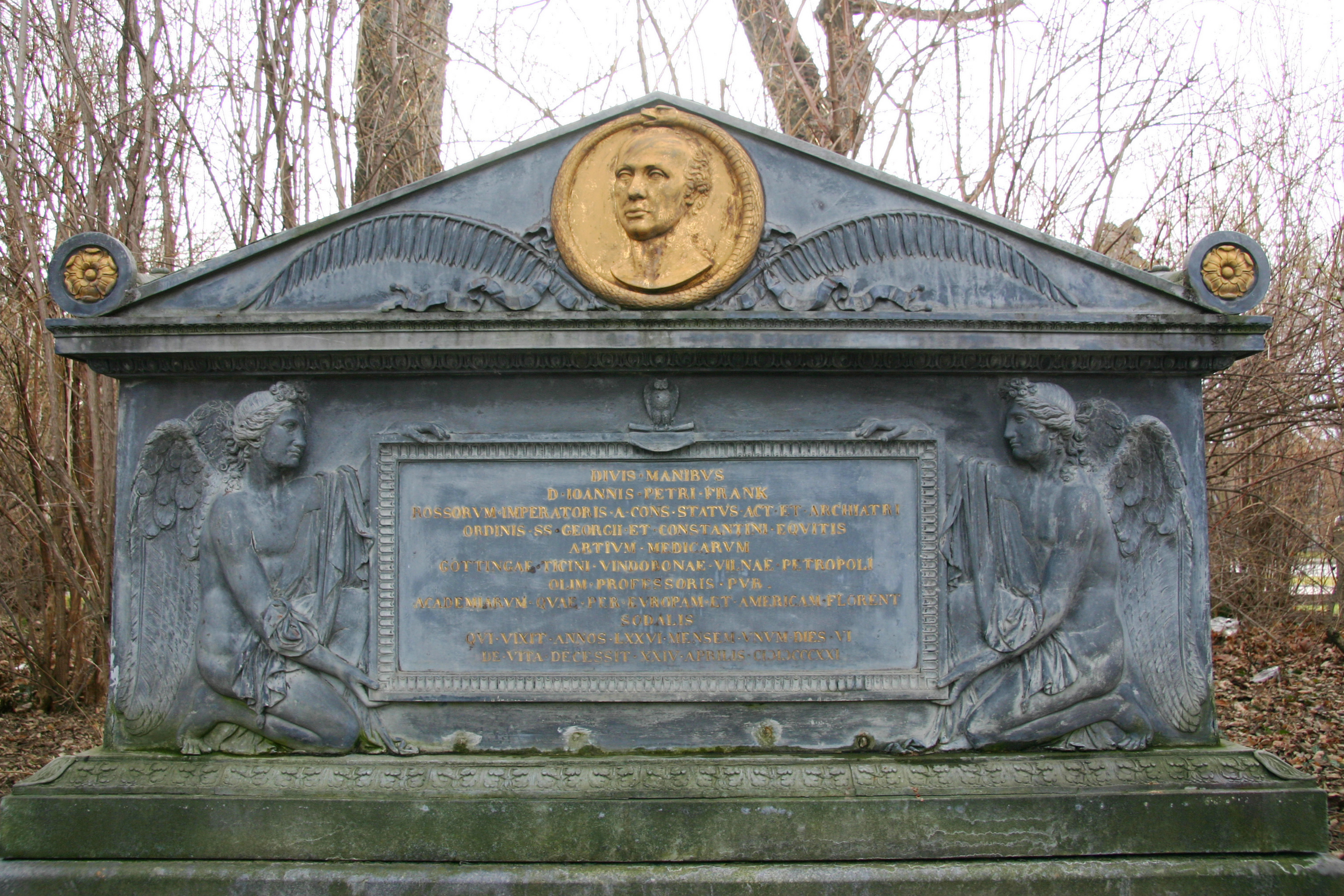
Tomba di Johann Peter Frank a Zentralfriedhof, il cimitero centrale di Vienna

Per motivi di salute, Frank fece ritorno a Freiburg nel 1809 e, in seguito alla morte della figlia, si trasferì nuovamente a Vienna. Dopo aver declinato l'offerta di Napoleone di ricoprire il ruolo di Ispettore Generale della Salute Pubblica, Frank continuò ad esercitare la professione medica a Vienna fino alla sua morte, avvenuta il 24 Aprile 1821.
Massone, fu membro della loggia di Vienna Zur wahren Eintracht.

## Opere
Frank è generalmente conosciuto come uno dei fondatori della moderna Igiene e Salute Pubblica grazie al suo "System Einer Vollständigen Medicinischen Polizey" (1779). Meno noto è il suo contributo allo studio della patogenesi dei disturbi spinali, descritti nel suo "De Vertebralis Columnae in Morbis Dignitate" (1791)

### System Einer Vollständigen Medicinischen Polizey

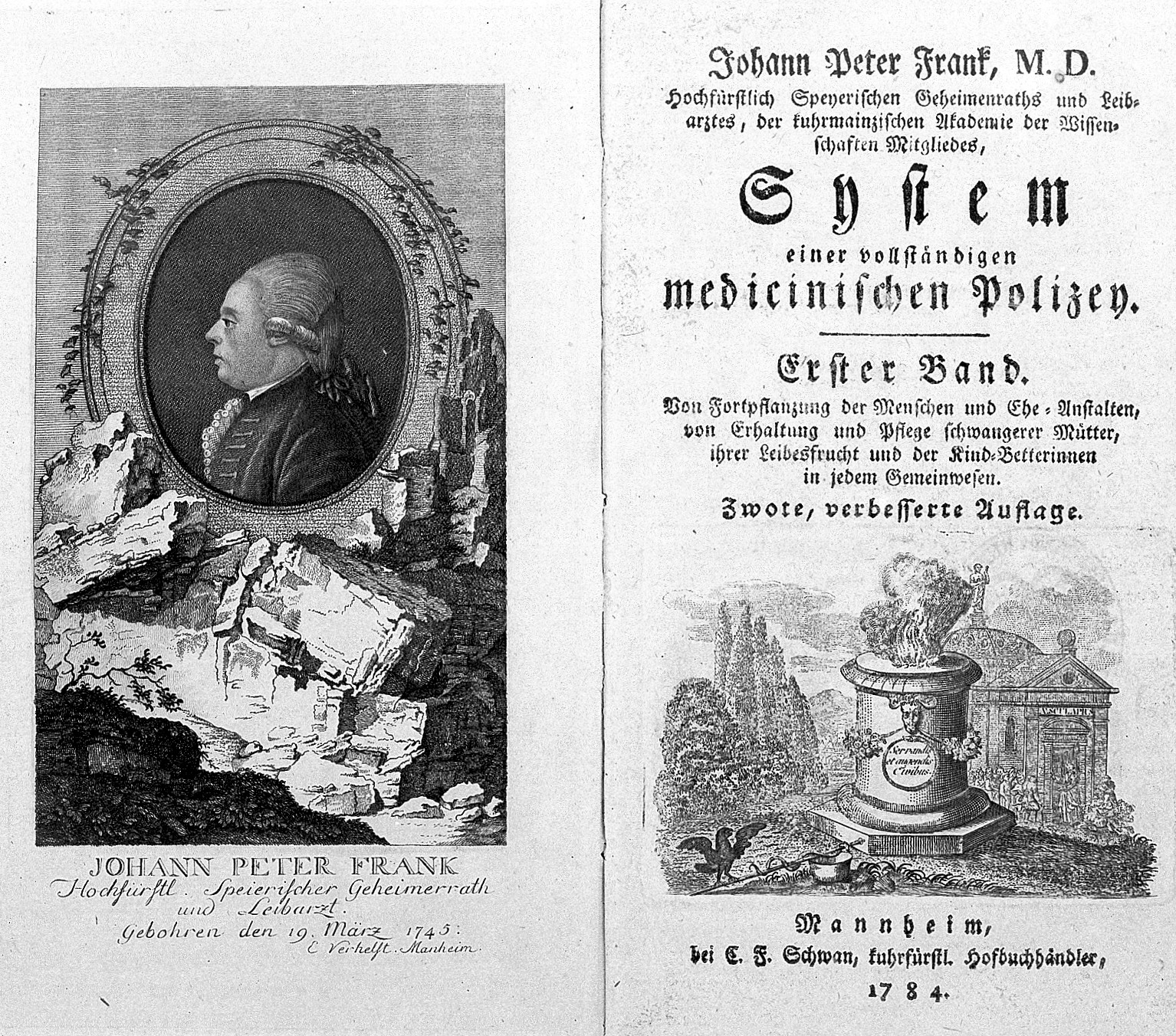
Pagina di copertina dell’opera System Einer Vollständigen Medicinischen Polizey

Grazie a quest'opera Frank ha il merito di essere stato tra i primi ad aver scritto un trattato di salute pubblica esauriente, a differenza dei suoi predecessori che si limitarono a studiare ambiti più ristretti. A lui si deve l’intuizione della necessità di una prevenzione su larga scala ad opera del governo, attraverso una specifica normativa di settore.
La sua ricerca si sviluppò in direzione diverse, quali: l’incremento demografico, l’aspettativa di vita, la salute dei bambini in età scolare, il celibato dei soldati, lo stoccaggio di vino e birra in botti adeguate, la pulizia delle case, l’abbigliamento più adatto alle donne durante la gravidanza, la diffusione delle malattie infettive che avveniva a seguito di viaggi e condivisione di spazi con animali, nonché sulla necessità di prevedere un congruo interramento delle salme.

#### Statistiche demografiche
I capitoli iniziali della “Medicinische Polizey” trattano il tema della popolazione. L’autore evidenzia come, a causa dei lacunosi dati di cui dispone, sia impossibile giungere ad affermazioni conclusive di alcun tipo (Frank scrive per una generazione di lettori a cui il metodo scientifico era quasi sconosciuto). Egli, per avviare un processo di acquisizione di informazioni utili, evidenzia la necessità di adottare un metodo che oggi definiremmo scientifico, nella registrazione delle nascite, dei decessi, della distribuzione geografica delle malattie,  delle condizioni sociali ed economiche della popolazione.

#### Igiene coniugale
Frank nel trattato affronta il tema della procreazione e svolge una indagine medica sugli effetti del celibato.
Frank, pur conscio della necessità di garantire un adeguato sviluppo demografico per la patria, tuttavia evidenzia come sia sconsigliabile la procreazione nei casi in cui vi sia una notevole differenza di età tra i coniugi, immaturità fisica o mentale di entrambi, consanguineità, mancanza di affetto reciproco, insufficienza di mezzi finanziari, deperimento o malattie ereditarie.. Nonostante l’elenco delle prescrizioni che fornisce possa apparire eccessivamente meticoloso, il suo ideale di popolazione numerosa e sana è fondamentalmente moderno. È questa la ragione per cui gli è stato assegnato un posto nella storia quale padre fondatore dell'igiene sociale e dell’eugenetica.
Frank riteneva che non tutti gli uomini siano portati ad avere una vita di castità. Egli perciò propone alle autorità ecclesiastiche un esame più attento dei candidati agli ordini religiosi, suscitando così numerose critiche da parte del clero.

#### Benessere della donna e del bambino
Nel campo della riforma ostetrica, Frank evidenziò la necessità che le donne durante la gravidanza fossero tutelate dallo Stato attraverso specifiche leggi.
Fornisce quindi una serie di indicazioni su come accudire il neonato nelle prime ore di vita: stimolare la respirazione, legare e fasciare il cordone, garantire la presenza di un chirurgo che possa intervenire in caso di eventuali traumi alla nascita, lavare il neonato, vestirlo nonché avvertire la madre a prestare attenzione per evitare di soffocarlo sotto le coperte o di sdraiarsi su di esso nel sonno.

#### Benessere del bambino
Nel Settecento la cura dei bambini malati era affidata esclusivamente alle donne anziane della comunità, i cui metodi erano confusi e caratterizzati da una cieca adesione alla tradizione ed alla superstizione.
Studiò la dieta ideale per il bambino evidenziando, con grande accuratezza, i vantaggi e gli svantaggi dell'allattamento al seno per la madre ed il neonato. Sosteneva la necessità che i bambini, dopo lo svezzamento, ricevessero cibo morbido a base dei diversi cereali, fino ad avere una dieta completa verso i tre anni.
L'ulteriore studio di Frank riguardò il benessere dei bambini in età scolare. Egli riteneva che la scuola non dovesse iniziare troppo presto e non dovesse essere troppo faticosa. La vita all'aria aperta e l'attività motoria, indispensabili per una crescita sana ed armoniosa dei giovani, non possono essere sacrificati da un eccessivo numero di ore di studio trascorse al chiuso di una stanza. Inoltre suggerisce di concepire edifici scolastici con determinate caratteristiche, quali adeguate dimensioni delle aule, sufficiente illuminazione, ben arieggiate, riscaldate, così da garantire un ambiente salubre a chi le occupa.

#### Malattie infettive
Gran parte delle pagine del terzo volume supplementare postumo della "Medicinische Polizey" sono dedicate al tema delle malattie infettive. Suddivise in tante piccole sezioni, formano una raccolta di riferimenti bibliografici sull'epidemiologia, sulle quarantene, sulle pratiche di isolamento, ecc..
Frank ebbe l’opportunità di osservare le epidemie durante i suoi primi anni come medico generico nella Germania meridionale e conobbe, attraverso una esperienza personale, la sepsi puerperale, di cui morì la sua prima moglie, e la trasmissibilità del tifo, di cui rimase vittima suo figlio.

#### Sicurezza alimentare
Nell’opera è presente un resoconto completo sulla diatriba tra vegetariani e consumatori di carne. Frank sostiene che la dieta migliore è quella mista e fornisce indicazioni su come dovrebbero essere allevati e macellati gli animali. Dedica anche una parte del suo studio al tema dei pesci: crostacei, pesci d'acqua dolce e salata, e sulle modalità di conservazione  (essiccati o in salamoia).
Birra, vino e liquori sono trattati diffusamente nella sua opera ed egli suggerisce metodi di preparazione e conservazione degli stessi. Invita ad adottare una legislazione atta a regolamentare dettagliatamente le caratteristiche che devono avere i locali adibiti alla vendita al dettaglio di prodotti alimentari, i mercati e le fiere.

#### Sanità
Dal punto di vista igienico-sanitario, Frank sottolinea la necessità che gli agglomerati urbani si trovino in luoghi alti ed asciutti e non in prossimità di ruscelli stagnanti. Inoltre è bene che le autorità municipali prevedano che le discariche comuni siano dislocate ad una certa distanza dai confini della città e che sia garantito un servizio cittadino di rimozione delle acque reflue.
Riguardo ai fenomeni naturali come terremoti, eruzioni vulcaniche e inondazioni, le autorità possono fare poco ma, laddove vi sia un elemento umano, come nel caso di incidenti sul lavoro, incidenti che si verificano sulle strade pubbliche, nei duelli, negli omicidi, nei suicidi, ecc., devono essere adottate ed applicate adeguate misure preventive.

### De Vertebralis Columnae in Morbis Dignitate
I concetti innovativi sviluppati da Johann Peter Frank in questo suo trattato dimostrano che egli può essere certamente considerato uno dei pionieri dello studio dei disturbi della colonna vertebrale. Fu il primo ad usare il termine latino "rachialgia" per indicare tutti gli stati dolorosi della colonna vertebrale. Si concentrò sulle "pletora spinali" nei vasi del midollo spinale e nella sua membrana, ipotizzando che la congestione del sangue fosse all'origine di tutti i disturbi della colonna vertebrale e che l'eccesso di sangue potesse generare una "infiammazione diffusa" delle strutture vertebrali e midollari.